# Guido Pella
Guido Pella (Bahía Blanca, 17 de mayo de 1990) es un extenista profesional argentino. En su carrera se destacan la obtención de la Copa Davis 2016, siendo pieza fundamental en el equipo, el ATP 250 de San Pablo en 2019, una final ATP 500, otras 3 finales ATP 250 y el haber alcanzado los cuartos de final en el campeonato de Wimbledon 2019.
Además, logró figurar dentro de los 20 mejores jugadores del mundo y ser el mejor argentino ubicado en el ranking en más de una ocasión.
Empezó a practicar este deporte en el Club Liniers. En diciembre de 2012 Ingresó al Top 100, tras ganar el ATP Challenger Tour Finals 2012. En marzo de 2016 alcanzó por primera vez el top 40 del ranking ATP, al alcanzar la final del torneo de Río de Janeiro, llegando al n° 1 de Argentina. Es parte de la nueva generación de tenistas argentinos nacidos en los años 1990, junto con Federico Delbonis, Diego Schwartzman y Facundo Bagnis.
Guido Pella llegó a su primera final de un ATP 500 en el torneo de Río de Janeiro donde perdió la final frente a Pablo Cuevas 4-6, 7-6(5), 4-6.
Pella fue habitual integrante del equipo argentino que ganó la Copa Davis por primera vez en la historia en la edición de 2016.
En 2019 muestra su mejor rendimiento, ganando su primer título ATP y alcanzando los cuartos de final en Wimbledon, lo que le permitió alcanzar el puesto 20.º en el ranking.

## Vida personal
Su padre, Carlos, le enseñó a jugar al tenis a los cinco años. Su hermana, Catalina Pella, también es una jugadora de tenis.
Actualmente vive en Buenos Aires con su pareja Stephanie Demner, con quien tuvo a su pequeña hija Arianna Pella Demner .

## Carrera

#### Junior
Como joven, Pella registró un récord de 19-5 en singles y llegó hasta el número 42 en el ranking mundial combinado en 2008. Entrando como clasificado, tuvo una buena actuación en Roland Garros junior, ganándole al primer cabeza de serie Bernard Tomic en los cuartos de final, pero perdió frente a Jerzy Janowicz en la siguiente ronda.
Resultados de Grand Slam (junior) - individual: 

Abierto de Australia: -

Roland Garros: SF

Wimbledon: -

Abierto de EE. UU.: 3R

### 2006-2007
En sus primeros años dentro del circuito ATP se pueden destacar sus finales en Bolivia F3 y Perú F2, además de alcanzar las semifinales en Perú F1 y Bolivia F2 (todas en 2007).

### 2008-2009
En el año 2008 fue convocado por Alberto Mancini para integrar el equipo argentino de Copa Davis como sparring en la serie frente a Austria.[cita requerida]

### 2010
En el año 2010 comenzó a diputar los challengers con más intensidad lo que lo ayudó a postularse como top-250.

### 2011
A comienzos del 2011 sufrió una lesión en su muñeca izquierda que lo marginó del circuito ATP durante el primer trimestre del año.

### 2012
Debutó oficialmente en su primer partido ATP en el US Open 2012 contra Nikolai Davydenko (47.º).
El 1 de diciembre de 2012, Pella se coronó campeón del Challenger Tour Finals, asegurando así su clasificación al Abierto de Australia 2013

### 2013
Empezó el año como número 97 del mundo. Jugó el Australian Open 2013 donde perdió frente a Amir Weintraub por 6-7(2), 5-7, 2-6.
En el VTR Open también perdió en primera ronda frente a su compatriota Federico Delbonis por 6-2, 6-7(4), 6-7(1).
Ya en el Brasil Open consigue su primera victoria en el circuito frente a Fabio Fognini por 7-6(6), 1-6, 6-1. En la segunda ronda vuelve a perder frente a otro argentino, en este caso con el ex número 3 del mundo, David Nalbandian por 4-6, 2-6.
En la Copa Claro pierde en primera ronda contra Nicolás Almagro por 3-6, 2-6.
En su primer ATP Masters 1000 de su carrera, Indian Wells pierde contra Ivan Dodig por 1-6, 2-6.
En el Masters de Miami 2013 recibió una invitación donde consiguió su primera victoria en M1000 ganándole a su compatriota Carlos Berlocq por 2-1 abandono. En la segunda ronda vuelve a perder contra Nicolás Almagro por 0-6, 3-6, terminando así la gira de cemento de la primera parte del año.
el 22 de mayo obtuvo su primera victoria frente a un top ten frente al serbio Janko Tipsarević en sets corridos: 7-6; 6-1.
Llegaría a su primera semifinal ATP en el ATP 250 de Dusseldorf, tras pasar la clasificación y vencer en las rondas previas a Lukasz Kubot (6-4; 4-6; 6-4); Janko Tipsarević (7-6; 6-1); Viktor Troicki (7-6; 7-5); para luego caer con quien posteriormente se quedaría con el torneo, su compatriota Juan Mónaco (4-6; 6-7.)
El 28 de mayo obtiene su primer triunfo en un Grand Slam en el polvo de ladrillo de Roland Garros, al vencer al croata Ivan Dodig con parciales de 4-6; 6-4; 6-3; 2-6; 12-10. Sin embargo, el partido no duró tanto tiempo (menos de 3hs y media) debido a los puntos cortos que se dan contra jugadores con un gran saque y una gran potencia como el croata.
Esta victoria le da la oportunidad de vérselas en segunda ronda con el serbio y actual n°1 del mundo, Novak Djokovic.
Por la segunda ronda de Roland Garros, cae de forma aplastante contra el serbio Novak Djokovic, con parciales de 2-6; 0-6; 2-6.
Es eliminado en primera ronda del torneo inglés, Queen's, contra el local Daniel Evans por 3-6; 1-6.
Culmina el año obteniendo el título del IS Open de la categoría ATP Challenger Series en modalidad individuales. Derrotó en la final a su compatriota Facundo Argüello por 6-0, 6-1.
No pudo terminar en el top 100, tras caer en los cuartos de final del Challenger Lima.

### 2016: La victoria en la Copa Davis
Durante 2016, Pella fue habitual integrante del equipo argentino que ganó la Copa Davis por primera vez en la historia.
En marzo, jugó el primer punto ante Michał Przysiężny a quien venció en Polonia por 6-1, 6-4 y 7-6. En julio, fue parte del dobles argentino junto a Juan Martín Del Potro, quienes derrotaron a la pareja italiana Fognini-Lorenzi en 5 sets, y le dieron el segundo punto de la serie a los albicelestes, quienes se impondrían 3 a 1 finalmente.
En septiembre, el bahiense le dio el segundo punto al equipo argentino ante Gran Bretaña luego de derrotar a Kyle Edmund en 4 sets, aunque en el cuarto punto cayó ante Andy Murray.  Finalmente, Argentina logró ganar la serie 3 a 2 para pasar a la final.
En los duelos decisivos ante Croacia (donde Argentina ganó la serie 3 a 2), no tuvo participación pero fue parte del plantel que viajó a Zagreb.

### 2019: Explosión, madurez e ingreso al Top 20
En su carrera le ha ganado a jugadores top 100 como: Lukáš Rosol, Alex Bogomolov Jr., Victor Hănescu, Ruben Ramírez Hidalgo, y Thomaz Bellucci (en 2012), Leonardo Mayer, Carlos Berlocq, Fabio Fognini, Ivan Dodig, Viktor Troicki, Janko Tipsarević (en 2013), Guillermo García López, Diego Schwartzman (en 2014), Andreas Haider Maurer, Teimuraz Gabashvili, James Duckworth, Pablo Cuevas (en 2015), John Isner, Santiago Giraldo, Dominic Thiem, Kyle Edmund, Donald Young, Richard Gasquet (en 2016), Grigor Dimitrov, Horacio Zeballos, Hyeon Chung, Federico Delbonis, Mischa Zverev, Steve Darcis, Dušan Lajović, Borna Ćorić, Taylor Fritz (en 2017), Ramos Viñolas, Nicolás Kicker, Nicolás Jarry, Sam Querrey, Peter Gojowczyk, Joao Souza, John Millman, Marin Čilić, Taro Daniel, Aljaz Bedene, Robin Hasse, Paolo Lorenzi, Ilya Ivashka (en 2018), Jaume Munar, Laslo Djere , Christian Garín y Marco Cecchinato(2019). En algunos casos lo hizo en más de una oportunidad.
En agosto de 2019 llega a octavos de final del masters de Canadá donde pierde con Rafael Nadal mostrando un buen nivel.

## Títulos ATP (1; 1+0)

### Individual (1)
| Leyenda                         |
| Grand Slam (0)                  |
| ATP Wourld Tour Finals (0)      |
| ATP Masters 1000 World Tour (0) |
| ATP World Tour 500 (0)          |
| ATP World Tour 250 (1)          |

| N.º | Fecha              | Torneo    | Superficie        | Oponente en la final | Resultado |
| --- | ------------------ | --------- | ----------------- | -------------------- | --------- |
| 1.  | 3 de marzo de 2019 | São Paulo | Tierra batida (i) | Christian Garín      | 7-5, 6-3  |

#### Finalista (4)
| N.º | Fecha                 | Torneo         | Superficie    | Oponente en la final | Resultado        |
| --- | --------------------- | -------------- | ------------- | -------------------- | ---------------- |
| 1.  | 21 de febrero de 2016 | Río de Janeiro | Tierra batida | Pablo Cuevas         | 4-6, 7-6(5), 4-6 |
| 2.  | 7 de mayo de 2017     | Múnich         | Tierra batida | Alexander Zverev     | 4-6, 3-6         |
| 3.  | 22 de julio de 2018   | Umag           | Tierra batida | Marco Cecchinato     | 2-6, 6-7(4)      |
| 4.  | 10 de febrero de 2019 | Córdoba        | Tierra batida | Juan Ignacio Lóndero | 6-3, 5-7, 1-6    |

## Clasificación histórica
| Grand Slam                  |             |              |              |              |             |              |              |              |              |     |            |     |     |
| Abierto de Australia        | A           | 1R           | A            | A            | 2R          | 1R           | 1R           | 1R           | 3R           | 1R  | 4-7        |     |     |
| Roland Garros               | A           | 2R           | A            | A            | 2R          | 1R           | 2R           | 2R           | 2R           |     | 5-6        |     |     |
| Wimbledon                   | A           | 1R           | A            | A            | 1R          | A            | 3R           | CF           | ND           |     | 6-4        |     |     |
| US Open                     | 1R          | 1R           | A            | 1R           | 2R          | 2R           | 3R           | 1R           | 1R           |     | 4-8        |     |     |
| Ganados–Perdidos            | 0–1         | 0–4          | 0–0          | 0–1          | 0–4         | 0–3          | 0–4          | 0–4          | 0–3          | 0-1 | 0–25/19-25 |     |     |
| ATP World Tour Masters 1000 |             |              |              |              |             |              |              |              |              |     |            |     |     |
| Indian Wells                | A           | 1R           | Q2           | A            | 3R          | 2R           | 1R           | 3R           | ND           | ND  | 4-5        |     |     |
| Miami                       | A           | 2R           | 1R           | A            | 1R          | 3R           | 1R           | 2R           | ND           | A   | 3-6        |     |     |
| Montecarlo                  | A           | A            | A            | A            | 1R          | A            | 1R           | CF           | ND           | 1R  | 3-7        |     |     |
| Madrid                      | A           | A            | A            | A            | 1R          | A            | A            | 2R           | ND           | 1R  | 1-4        |     |     |
| Roma                        | A           | A            | A            | A            | 1R          | A            | A            | 1R           | 1R           | A   | 0-2        |     |     |
| Canadá                      | A           | A            | A            | A            | A           | A            | A            | 3R           | ND           |     | 2-1        |     |     |
| Cincinnati                  | A           | A            | A            | A            | Q1          | A            | A            | 2R           | A            |     | 1–1        |     |     |
| Shanghái                    | A           | A            | A            | A            | 1R          | A            | A            | 1R           | ND           |     | 0-2        |     |     |
| París                       | A           | A            | A            | A            | 1R          | Q1           | Q1           | A            | A            |     | 0-1        |     |     |
| Ganados–Perdidos            | 0–0         | 0–2          | 0–1          | 0–0          | 0–7         | 0–2          | 0–3          | 0–8          | 0-1          |     | 0-24/14–29 |     |     |
| Representación nacional     |             |              |              |              |             |              |              |              |              |     |            |     |     |
| Juegos Olímpicos            | A           | No Celebrado | No Celebrado | No Celebrado | 1R          | No Celebrado | No Celebrado | No Celebrado | No Celebrado |     | 0-1        |     |     |
| Copa Davis                  | A           | A            | A            | A            | 'G'         | PO           | PO           | CF           |              |     | 7-6        |     |     |
| ATP Cup                     | Inexistente | Inexistente  | Inexistente  | Inexistente  | Inexistente | Inexistente  | Inexistente  | Inexistente  | CF           | RR  | 3-3        |     |     |
| Estadísticas                |             |              |              |              |             |              |              |              |              |     |            |     |     |
| Torneos                     | 1           | 6            | 4            | 4            | 23          | 18           | 22           | 26           | 9            | 7   | 120        | 120 | 120 |
| Títulos                     | 0           | 0            | 0            | 0            | 0           | 0            | 0            | 1            | 0            |     | 1          | 1   |     |
| Finales                     | 0           | 0            | 0            | 0            | 1           | 1            | 1            | 2            | 0            |     | 5          | 5   |     |

## Copa Davis (1)
| Torneo          | Equipo | Eliminatorias                   |
| Copa Davis 2016 | Juan Martín del Potro Federico Delbonis Leonardo Mayer Guido Pella Juan Mónaco Carlos Berlocq Renzo Olivo | 1R: 2-3 CF: 1-3 SF: 2-3 FN: 2-3 |

## Títulos Challenger (19; 13+6)

### Individuales (13)
| N.º | Fecha      | Torneo                        | Superficie    | Rival en la final   | Resultado     |
| --- | ---------- | ----------------------------- | ------------- | ------------------- | ------------- |
| 1.  | 03.03.2012 | Challenger de Salinas         | Tierra batida | Paolo Lorenzi       | 1–6, 7–5, 6-3 |
| 2.  | 30.07.2012 | Challenger de Manta           | Cemento       | Maximiliano Estévez | 6-4, 7-5      |
| 3.  | 23.09.2012 | Challenger de Campinas        | Tierra batida | Leonardo Kirche     | 6-4, 6-0      |
| 4.  | 01.12.2012 | ATP Challenger Tour Finals    | Cemento       | Adrian Ungur        | 6-3, 6-7, 7-6 |
| 5.  | 06.10.2013 | Challenger de San Pablo-4     | Tierra batida | Facundo Argüello    | 6-1, 6-0      |
| 6.  | 23.11.2014 | Challenger de Lima            | Tierra        | Jason Kubler        | 6-2, 6-4      |
| 7.  | 05.04.2015 | Challenger de San Luis Potosí | Tierra        | James McGee         | 6-3, 6-3      |
| 8.  | 03.05.2015 | Challenger de Sao Pulo        | Tierra        | Christian Lindell   | 7-6, 7-5      |
| 9.  | 04.10.2015 | Challenger de Porto Alegre    | Tierra batida | Diego Schwartzman   | 6-3, 7-6      |
| 10. | 22.11.2015 | Challenger de Montevideo      | Tierra batida | Inigo Cervantes     | 7-5, 2-6, 6-4 |
| 11. | 02.07.2017 | Challenger de Milán           | Tierra batida | Federico Delbonis   | 6-2, 2-1 ret  |
| 12. | 12.08.2017 | Challenger de Floridablanca   | Tierra batida | Facundo Argüello    | 6-2, 6-4      |
| 13. | 11.11.2018 | Challenger de Montevideo      | Tierra batida | Carlos Berlocq      | 6-2, 3-6, 6-1 |

### Dobles (6)
| N.º | Fecha      | Torneo                    | Superficie    | Pareja            | Rival en la final                      | Resultado       |
| --- | ---------- | ------------------------- | ------------- | ----------------- | -------------------------------------- | --------------- |
| 1.  | 09.04.2012 | Challenger de Pereira     | Tierra batida | Martín Alund      | Sebastián Decoud Rubén Ramírez Hidalgo | 6-3, 2-6, 10-5  |
| 2.  | 19.04.2014 | Challenger de San Pablo-3 | Tierra        | Diego Schwartzman | Máximo González Andrés Molteni         | 1-6, 6-3, 10-4  |
| 3.  | 15.11.2014 | Challenger de Guayaquil   | Tierra        | Máximo González   | Pere Riba Jordi Samper                 | 2:6, 7:63, 10:5 |
| 4.  | 22.11.2014 | Challenger de Lima        | Tierra        | Sergio Galdós     | Marcelo Demoliner · Roberto Maytín     | 6:3, 6:1        |
| 5.  | 14.03.2015 | Challenger de Santiago    | Tierra        | Andrés Molteni    | Andrea Collarini Máximo González       | 7:67, 3:6, 10:4 |
| 6.  | 31.05.2015 | Challenger de Vicenza     | Dura          | Facundo Bagnis    | Salvatore Caruso Federico Gaio         | 6-2, 6-4        |